# Droupadi Murmu
Droupadi Murmu, född 20 juni 1958 i Mayurbhanj i Odisha, är en indisk politiker. Hon är landets president sedan den 25 juli 2022, då hon efterträdde Ram Nath Kovind.
Murmu är Indiens andra kvinnliga president och den första kvinnliga daliten på posten. Vid sitt tillträde var hon landets yngsta president och den enda som var född efter Indiens självständighet från Storbritannien. Hon representerar Indiska folkpartiet (BJP).

## Biografi
Murmu föddes i en fattig santalisk familj i byn Baidaposi i Mayurbhanj-distriktet i Odisha. Som femåring flyttade hon till Bhubaneswar, för att få bättre möjligheter till skolgång. Hon studerade senare vid Ramadevi Women's College i Bhubaneswar och fick efter bachelorexamen 1979 anställning som tjänsteman vid delstatsmyndigheten i Odisha, där hon arbetade på avdelningen för konstbevattning och energi. Hon slutade 1983 för att ta hand om familjen i Kuchaiburi, men arbetade också som lärarinna vid en skola utan annan betalning än reseersättning.
Murmu började 1997 sin politiska karriär som kontorist och därefter rådsmedlem och vice ordförande i Rairangpurs lokala råd. Redan samma år utsågs hon till vice ordförande i BJP:s lokala organisation. Hon avancerade efterhand till minister i Odishas regering, där hon åren 2000–2004 ansvarade för transporter och handel, 2002 för fiske och 2002–2004 för djurskötsel. Inom BJP utsågs hon till vice ordförande och senare ordförande för avdelningen Scheduled Tribe Morcha i Odisha.
Med sin anspråkslösa bakgrund steg Murmu i graderna via politiskt arbete för att bekämpa fattigdom, liksom via personliga tragedier i ett av hela Indiens mest avlägsna och underutvecklade områden (gränsområdena mellan Orissa – nuvarande Odisha – och södra Bihar – dagens Jharkand).
Åren 2002–2009 fungerade Murmu som medlem av BJP:s centrala råd. Från 2006 till 2009 var hon rådsordförande för BJP i Jharkand.
År 2010 valdes Murmu till distriktsordförande i Mayurbhanj, och i april 2015 valdes hon – som första kvinna någonsin – till guvernör i Jharkhand. Hennes folk santalerna utgör stora delar på landsbygdsbefolkningen i Jharkand och brukar räknas som delstatens mest månghövdade "stamfolk".
När hon 2022 efterträdde Ram Nath Kovind som indisk president, var hon den 15:e på posten och den första indiska presidenten som fötts efter Indiens självständighetsförklaring 1947. Hon var samtidigt den andra kvinnan på posten, liksom den första daliten. Som 64-åring var hon också den yngsta person som tillträtt ämbetet. Murmu besegrade i valet till president motkandidaten Yashwant Sinha efter att ha vunnit över 64 procent av rösterna.

## Privat
Droupadi är änka och har en dotter. Hon är änka efter Shyam Charan Murmu, som arbetade som banktjänsteman. Paret fick även två söner, vilka dött under ouppklarade omständigheter. Dottern Itishree Murmu arbetar på bank och är gift med rugbyspelaren Ganesh Hembram.